# João Moutinho
Pour les articles homonymes, voir Moutinho.
Ne doit pas être confondu avec João Moutinho (football, 1998).
Santos Moutinho est un nom portugais ; le premier nom de famille (d'usage facultatif) est Santos et le second est Moutinho.
João Filipe Iria Santos Moutinho, plus connu sous le nom de João Moutinho, né le 8 septembre 1986 à Portimão (Portugal), est un footballeur international portugais qui évolue au poste de milieu de terrain au SC Braga.

## Biographie

### En club

#### Sporting CP (2004-2010)
Il est formé dans les écoles du Sporting Clube de Portugal où sont passés notamment Luís Figo, Paulo Futre, Simão, Ricardo Quaresma, Cristiano Ronaldo et Nani. Il commence sous le maillot 38 du Sporting CP en 2003. Il en devient le leader incontesté, enfant chéri des supporters, puis capitaine emblématique en 2007, à seulement 20 ans. Le 10 mars 2007, il joue son 100e match pour le club, contre l'Estrela da Amadora.
Le 26 juillet 2008, à la fin du match Sporting - Blackburn (2-1) comptant pour le tournoi du Guadiana, le jeune capitaine déclare aux journalistes son envie de quitter le Sporting direction Everton. La direction du club fait alors tout  pour retenir le joueur, qui voit ainsi son salaire multiplié par 3 (il devient par la même occasion le joueur le mieux payé de l'équipe : 140 000 euros mensuels), et sa clause libératoire passer à 25 millions d’euros. Moutinho accepte alors de renouveler son contrat avec le Sporting jusqu'en 2014. Les sócios pardonnent le jeune capitaine, mais n'oublient pas cet épisode.

#### FC Porto (2010-2013)
Lors de l'été 2010, Moutinho est transféré au FC Porto, le second grand rival du Sporting après le SL Benfica, pour la somme de 11 millions d'euros. Il s'agit alors du plus gros transfert de l'histoire entre les deux clubs portugais. Son contrat avec le Sporting CP se terminait en juin 2014. Ce transfert fait couler beaucoup d'encre et perturbe de nombreux supporters du Sporting CP. Le président du club, José Eduardo Bettencourt l'accuse même d'être "une pomme pourrie". 
Lors du match du 27 novembre 2010, Moutinho retourne pour la première fois à Estádio José Alvalade XXI, mais cette fois-ci pour affronter son ancien club. Il y est très mal reçu par ses ex coéquipiers et supporteurs. 
En 2011, avec le FC Porto, il remporte sa première Ligue Europa, après avoir perdu une finale avec le Sporting CP face au CSKA Moscou, en 2005. C'est aussi au service des dragons bleus qu'il devient champion du Portugal en 2010-2011, saison historique pour le club qui gagne 28 matchs, et réalise 2 matchs nuls pour aucune défaite en championnat. 
Le 29 avril 2012, Moutinho est consacré Champion du Portugal pour la deuxième fois consécutive, après un match nul entre le SL Benfica et Rio Ave. Le FC Porto finit la saison 2011-2012 à 6 points du SL Benfica et à 13 points du SC Braga.
Moutinho reprend le travail avec l'effectif des bleus et blancs dès fin juillet 2012, alors que de nombreuses rumeurs affirment qu'il fait l'objet de convoitises auprès de certains géants de la Premier League, tels que Manchester United, Chelsea, ou encore Tottenham où il aurait retrouvé André Villas-Boas. Les Spurs obtiennent même l'accord du joueur et du FC Porto mais voient le transfert avorté car officialisé quelques minutes après la fermeture du marché des transferts au Portugal.
Le 19 mai 2013 le FC Porto est à nouveau Champion du Portugal et Moutinho est alors tri-champion national. 
Que ce soit lors de la saison 2010-2011 avec André Villas-Boas ou bien en 2011-2013 avec Vítor Pereira, le numéro 8 est un membre indispensable de l'équipe. C'est un des joueurs les plus acclamés par le public qui le surnomme "Super Moutinho" ou encore "João Moutão". Il est régulièrement comparé à Xabi Alonso, joueur du Real Madrid.

#### AS Monaco (2013-2018)

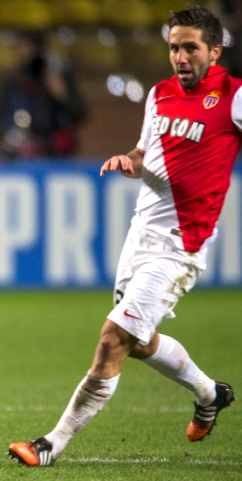
João Moutinho sous les couleurs de l'AS Monaco en 2014.

Le 24 mai 2013, l'AS Monaco annonce sur son site officiel avoir trouvé un accord avec le joueur pour son transfert à compter de la saison 2013-2014. João Moutinho signe un contrat de cinq saisons, pour un transfert estimé à 25 millions d'euros,. Il dispute son premier match de L1 avec l'ASM contre l'OM au Stade Vélodrome pour une victoire de son équipe 2-1. Au cours du match, il délivre une passe décisive à Emmanuel Rivière qui inscrit le but de la victoire pour Monaco. Deux semaines plus tard l'AS Monaco se déplace sur le terrain du PSG pour le compte de la 6e Journée de L1. Les 2 équipes se séparent sur le score de 1-1 grâce à la 2e passe décisive de Moutinho pour Falcao. Lors de la 7e Journée de L1, il délivre à nouveau une passe décisive pour une victoire 3-0 contre Bastia. Le 29 septembre 2013, lors de la septième journée, il marque son premier but sur un magnifique coup franc contre l'équipe de Reims. Il devient alors seulement le 3e buteur de la saison pour Monaco, car seul Falcao et Rivière  avaient marqué respectivement 7 et 6 buts. 
Le 16 septembre 2014, Moutinho offre la victoire à son équipe face au Bayer Leverkusen à la 62e minute (score final 1-0).

#### Wolverhampton Wanderers (2018-2023)
Le 24 juillet 2018, l'AS Monaco officialise son transfert à Wolverhampton. En deux mois, João Moutinho s'est très rapidement imposé dans le onze de départ des Wolves (8 titularisations). Il marque son premier but face à Manchester United (match nul 1-1) Une aventure anglaise qui commence d'ailleurs sous les meilleurs auspices pour le Portugais dont l'équipe est septième du championnat 2018-2019. Septième de la Premier League, il participe au deuxième tour de qualification pour la Ligue Europa 2020. Mal en point en début de saison 2019-2020, il marque son premier but face à AFC Bournemouth, le 23 novembre 2019 (victoire 2-1). L'international lusitanien buteur a paraphé un nouveau bail jusqu'en juin 2022 avec les Wolves. Une prolongation qui récompense l'ancien Monégasque, titulaire indiscutable dans le onze de Nuno Espirito Santo.
Le 4 juillet 2022, João Moutinho prolonge l'aventure avec Wolverhampton pour une saison supplémentaire, signant jusqu'au 30 juin 2023, date à l'issue de laquelle il quitte le club après y avoir passé 5 ans et disputé plus de 200 matchs. 

#### SC Braga (depuis 2023)
Le 25 août 2023, João Moutinho s'engage en faveur du SC Braga en paraphant un contrat d'un an.
En mars 2024, il prolonge son contrat juin 2025. Il est de nouveau prolongé d'une saison en mai 2025.

### En sélection nationale

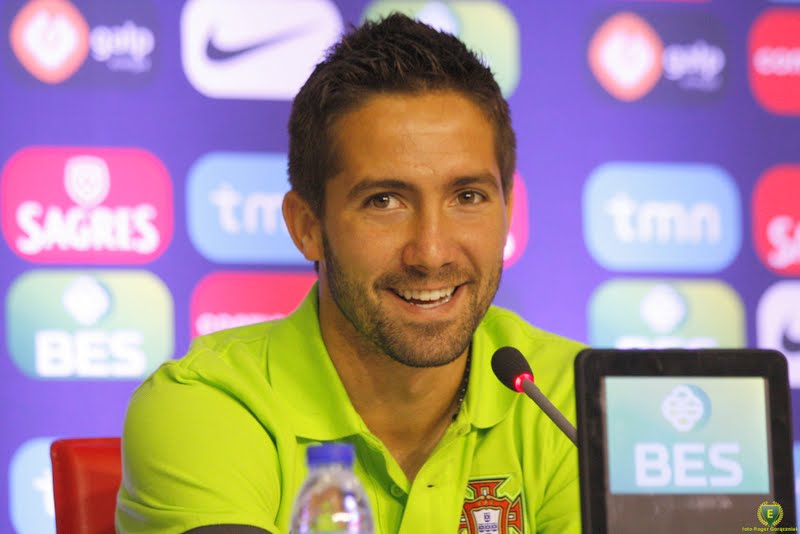
João Moutinho en conférence de presse lors de l'Euro 2012.

João Moutinho fait ses débuts avec le Portugal A le 17 août 2005 lors d'un match amical contre l'Égypte (2-0). En 2008, il est sélectionné pour sa première grande compétition, lors de l'Euro 2008 qui se déroule en Autriche et en Suisse, en tant que porteur du maillot no 10. 
À la surprise générale, il n'est pas sélectionné par Carlos Queiroz pour la Coupe de Monde 2010 en Afrique du Sud. Mais Moutinho prend sa revanche lorsque Paulo Bento, qui avait auparavant été son entraîneur au Sporting CP entre 2005 et 2009, est choisi pour être le sélectionneur de l'équipe du Portugal. Bento lui fait en effet confiance et il dispute en tant que titulaire les matches de qualification de l'Euro 2012. Il devient alors un pilier de l'équipe, faisant souvent les passes décisives pour les buts de ses coéquipiers Cristiano Ronaldo, Nani ou encore Hugo Almeida et Helder Postiga. 
C'est donc logiquement qu'il figure parmi la liste des 23 joueurs convoqués pour l'Euro 2012, où il est porteur du numéro 8. Il est titulaire lors des trois matchs amicaux de préparation, contre la Pologne, la Macédoine et la Turquie, et lors des 5 matchs que la sélection portugaise dispute lors cet euro. Lors de cette compétition, il totalise 480 minutes jouées et il est auteur de deux passes décisives. Le Portugal est éliminé par l'Espagne au stade des demi-finales après une séance de tirs au but (4-2), un match très réussi de la part de Moutinho.
Il participe à la Coupe du monde 2014 au Brésil, si le Portugal a déçu pendant ce tournoi, son milieu de terrain aura été le point faible des Lusitaniens. Et dans l’entre jeu, le Monégasque n’a pas répondu présent. Aucun but, aucune passe décisive et un impact quasi inexistant à la récupération, mais aussi à la construction, l’ancien joueur de Porto n’aura rien montré. Les Portugais sont éliminés au premier tour.
Obligée de passer par des matches couperets pour jouer les Coupes du monde 2010 et 2014 et l'Euro 2012, la Seleçao a validé son ticket pour l'Euro 2016 grâce à sa victoire sur le Danemark (1-0). João Moutinho (66e) a suffi à faire le bonheur du Portugal qui passe les éliminatoires avant même son dernier match. 
Il est sélectionné pour l'Euro 2016 en France. Il se fait remarquer avant la séance de tirs au but contre la Pologne, pas très motivé pour aller frapper son tir au but. Alors son capitaine Cristiano Ronaldo est venu le motiver et lui faire changer d'avis. Le milieu monégasque s'est finalement présenté face à Lukasz Fabianski en tant que troisième tireur portugais et n'a pas tremblé en prenant le portier polonais à contre-pied. Et après l'échec de Jakub Blaszczykowski, les Portugais l'ont emporté et validé leur ticket pour les demi-finales. En finale, le Portugal bat la France grâce à un but d'Eder en prolongation (1-0 a. p.) et remporte le premier grand trophée international de son histoire.
Troisième de la Coupe des Confédérations 2017, il participe également à la Coupe du monde 2018 éliminée lors du huitièmes de finale contre l'Uruguay (2-1). Un an plus tard, il remporte la première édition de la Ligue des nations de l'UEFA en 2019 face aux Pays-Bas. Il entre en jeu à la place de Bruno Fernandes  lors de la finale (1-0).
En mai 2021, il est retenu par Fernando Santos, le sélectionneur de l'équipe nationale du Portugal, pour participer à l'Euro 2020. En revanche, il n'est pas sélectionné pour disputer la Coupe du monde 2022 au Qatar.

## Statistiques

### Statistiques détaillées
| Saison                | Club                  | Championnat           | Championnat | Championnat | Championnat | Coupe nationale | Coupe nationale | Coupe nationale | Coupe de la Ligue | Coupe de la Ligue | Coupe de la Ligue | Supercoupe | Supercoupe | Supercoupe | Compétition(s) continentale(s) | Compétition(s) continentale(s) | Compétition(s) continentale(s) | Compétition(s) continentale(s) | Supercoupe UEFA | Supercoupe UEFA | Supercoupe UEFA | Portugal | Portugal | Portugal | Total | Total | Total |
| Saison                | Club                  | Division              | M.          | B.          | P.d.        | M.              | B.              | P.d.            | M.                | B.                | P.d.              | M.         | B.         | P.d.       | Comp.                          | M.                             | B.                             | P.d.                           | M.              | B.              | P.d.            | M.       | B.       | P.d.     | M.    | B.    | P.d.  |
| 2004-2005             | Sporting CP           | D1                    | 15          | 0           | 1           | 2               | 0               | 0               | -                 | -                 | -                 | -          | -          | -          | C3                             | 9                              | 0                              | 1                              | -               | -               | -               | -        | -        | -        | 26    | 0     | 2     |
| 2005-2006             | Sporting CP           | D1                    | 34          | 4           | 2           | 5               | 1               | 0               | -                 | -                 | -                 | -          | -          | -          | C1+C3                          | 2+2                            | 0+0                            | 0+0                            | -               | -               | -               | 3        | 0        | 1        | 46    | 5     | 3     |
| 2006-2007             | Sporting CP           | D1                    | 29          | 4           | 4           | 6               | 3               | 0               | -                 | -                 | -                 | -          | -          | -          | C1                             | 6                              | 0                              | 0                              | -               | -               | -               | 5        | 0        | 1        | 46    | 7     | 5     |
| 2007-2008             | Sporting CP           | D1                    | 30          | 5           | 3           | 6               | 1               | 0               | 7                 | 0                 | 0                 | 1          | 0          | 0          | C1+C3                          | 6+6                            | 1+0                            | 0+3                            | -               | -               | -               | 9        | 1        | 1        | 65    | 8     | 7     |
| 2008-2009             | Sporting CP           | D1                    | 27          | 3           | 3           | 2               | 0               | 1               | 5                 | 0                 | 0                 | 1          | 0          | 0          | C1                             | 8                              | 1                              | 0                              | -               | -               | -               | 6        | 0        | 0        | 49    | 4     | 4     |
| 2009-2010             | Sporting CP           | D1                    | 28          | 5           | 1           | 4               | 2               | 1               | 4                 | 0                 | 0                 | -          | -          | -          | C1+C3                          | 4+10                           | 1+1                            | 0+1                            | -               | -               | -               | 3        | 0        | 0        | 53    | 9     | 3     |
| Sous-total            | Sous-total            | Sous-total            | 163         | 21          | 14          | 25              | 7               | 2               | 16                | 0                 | 0                 | 2          | 0          | 0          | -                              | 53                             | 4                              | 5                              | -               | -               | -               | 26       | 1        | 3        | 285   | 33    | 24    |
| 2010-2011             | FC Porto              | D1                    | 27          | 0           | 5           | 5               | 2               | 0               | 3                 | 0                 | 0                 | 1          | 0          | 0          | C3                             | 17                             | 0                              | 3                              | -               | -               | -               | 8        | 0        | 0        | 61    | 2     | 8     |
| 2011-2012             | FC Porto              | D1                    | 29          | 3           | 6           | 1               | 0               | 0               | 4                 | 0                 | 1                 | 1          | 0          | 0          | C1+C3                          | 6+2                            | 0                              | 1+0                            | 1               | 0               | 0               | 14       | 1        | 4        | 58    | 4     | 12    |
| 2012-2013             | FC Porto              | D1                    | 27          | 1           | 12          | 2               | 0               | 1               | 5                 | 2                 | 0                 | 1          | 0          | 0          | C1                             | 8                              | 2                              | 2                              | -               | -               | -               | 11       | 0        | 4        | 54    | 5     | 19    |
| Sous-total            | Sous-total            | Sous-total            | 83          | 4           | 23          | 8               | 2               | 1               | 12                | 2                 | 1                 | 3          | 0          | 0          | -                              | 33                             | 2                              | 6                              | 1               | 0               | 0               | 33       | 1        | 8        | 173   | 11    | 39    |
| 2013-2014             | AS Monaco             | D1                    | 31          | 1           | 8           | 3               | 0               | 1               | 0                 | 0                 | 0                 | -          | -          | -          | -                              | -                              | -                              | -                              | -               | -               | -               | 12       | 0        | 7        | 46    | 1     | 16    |
| 2014-2015             | AS Monaco             | D1                    | 37          | 4           | 6           | 3               | 0               | 0               | 2                 | 0                 | 0                 | -          | -          | -          | C1                             | 10                             | 1                              | 3                              | -               | -               | -               | 8        | 0        | 1        | 60    | 5     | 10    |
| 2015-2016             | AS Monaco             | D1                    | 26          | 1           | 2           | 3               | 0               | 4               | 0                 | 0                 | 0                 | -          | -          | -          | C1+C3                          | 2+6                            | 0                              | 2+0                            | -               | -               | -               | 11       | 2        | 0        | 48    | 3     | 8     |
| 2016-2017             | AS Monaco             | D1                    | 31          | 2           | 4           | 4               | 0               | 2               | 4                 | 1                 | 1                 | -          | -          | -          | C1                             | 13                             | 0                              | 1                              | -               | -               | -               | 12       | 3        | 1        | 64    | 6     | 9     |
| 2017-2018             | AS Monaco             | D1                    | 33          | 1           | 6           | 1               | 0               | 0               | 4                 | 0                 | 0                 | -          | -          | -          | C1                             | 6                              | 0                              | 1                              | -               | -               | -               | 11       | 0        | 1        | 55    | 1     | 8     |
| Sous-total            | Sous-total            | Sous-total            | 158         | 9           | 26          | 14              | 0               | 7               | 10                | 1                 | 1                 | -          | -          | -          | -                              | 37                             | 1                              | 7                              | -               | -               | -               | 54       | 5        | 10       | 273   | 16    | 51    |
| 2018-2019             | Wolverhampton         | D1                    | 38          | 1           | 8           | 6               | 0               | 0               | -                 | -                 | -                 | -          | -          | -          | -                              | -                              | -                              | -                              | -               | -               | -               | 3        | 0        | 0        | 47    | 1     | 8     |
| 2019-2020             | Wolverhampton         | D1                    | 38          | 1           | 6           | 2               | 0               | 0               | -                 | -                 | -                 | -          | -          | -          | C3                             | 17                             | 0                              | 7                              | -               | -               | -               | 7        | 0        | 1        | 64    | 1     | 14    |
| 2020-2021             | Wolverhampton         | D1                    | 33          | 1           | 1           | 3               | 0               | 0               | -                 | -                 | -                 | -          | -          | -          | -                              | -                              | -                              | -                              | -               | -               | -               | 14       | 0        | 0        | 50    | 1     | 1     |
| 2021-2022             | Wolverhampton         | D1                    | 35          | 2           | 1           | 2               | 0               | 0               | 2                 | 0                 | 0                 | -          | -          | -          | -                              | -                              | -                              | -                              | -               | -               | -               | 11       | 0        | 0        | 50    | 2     | 1     |
| 2022-2023             | Wolverhampton         | D1                    | 31          | 0           | 2           | 1               | 0               | 0               | 4                 | 0                 | 0                 | -          | -          | -          | -                              | -                              | -                              | -                              | -               | -               | -               | -        | -        | -        | 36    | 0     | 2     |
| Sous-total            | Sous-total            | Sous-total            | 175         | 5           | 18          | 14              | 0               | 0               | 6                 | 0                 | 0                 | -          | -          | -          | -                              | 17                             | 0                              | 7                              | -               | -               | -               | 35       | 0        | 1        | 247   | 5     | 26    |
| 2023-2024             | SC Braga              | D1                    | 30          | 1           | 1           | 3               | 0               | 1               | 4                 | 1                 | 0                 | -          | -          | -          | C1+C3                          | 5+2                            | 0+1                            | 0                              | -               | -               | -               | -        | -        | -        | 44    | 3     | 2     |
| 2024-2025             | SC Braga              | D1                    | 22          | 1           | 2           | 4               | 1               | 0               | 1                 | 0                 | 0                 | -          | -          | -          | C3                             | 9                              | 0                              | 0                              | -               | -               | -               | -        | -        | -        | 36    | 2     | 2     |
| 2025-2026             | SC Braga              | D1                    | 0           | 0           | 0           | 0               | 0               | 0               | 0                 | 0                 | 0                 | -          | -          | -          | C3                             | 4                              | 0                              | 1                              | -               | -               | -               | -        | -        | -        | 4     | 0     | 1     |
| Sous-total            | Sous-total            | Sous-total            | 52          | 2           | 3           | 7               | 1               | 1               | 5                 | 1                 | 0                 | -          | -          | -          | -                              | 20                             | 1                              | 1                              | -               | -               | -               | -        | -        | -        | 84    | 5     | 5     |
| Total sur la carrière | Total sur la carrière | Total sur la carrière | 631         | 41          | 84          | 68              | 10              | 11              | 49                | 4                 | 2                 | 5          | 0          | 0          | -                              | 160                            | 8                              | 26                             | 1               | 0               | 0               | 146      | 7        | 22       | 1060  | 70    | 145   |

### Buts internationaux
| Buts en sélection de João Moutinho | Buts en sélection de João Moutinho | Buts en sélection de João Moutinho     | Buts en sélection de João Moutinho | Buts en sélection de João Moutinho | Buts en sélection de João Moutinho | Buts en sélection de João Moutinho |
| ---------------------------------- | ---------------------------------- | -------------------------------------- | ---------------------------------- | ---------------------------------- | ---------------------------------- | ---------------------------------- |
| 1                                  | 31 mai 2008                        | Estádio do Fontelo, Viseu              | Géorgie                            | 1-0                                | 2-0                                | Match amical                       |
| 2                                  | 7 octobre 2011                     | Estádio do Dragão, Porto               | Islande                            | 4-2                                | 5-3                                | Éliminatoires Euro 2012            |
| 3                                  | 8 octobre 2015                     | Stade municipal, Braga                 | Danemark                           | 1-0                                | 1-0                                | Éliminatoires Euro 2016            |
| 4                                  | 11 octobre 2015                    | Stade du Partizan, Belgrade            | Serbie                             | 1-2                                | 1-2                                | Éliminatoires Euro 2016            |
| 5                                  | 10 octobre 2016                    | Tórsvøllur, Torshavn                   | Îles Féroé                         | 0-5                                | 0-6                                | Éliminatoires Coupe du Monde 2018  |
| 6                                  | 3 juin 2017                        | Stade António Coimbra da Mota, Estoril | Chypre                             | 1-0                                | 4-0                                | Match amical                       |
| 7                                  | 3 juin 2017                        | Stade António Coimbra da Mota, Estoril | Chypre                             | 2-0                                | 4-0                                | Match amical                       |

## Palmarès
| Sporting CP (4) | FC Porto (8) | AS Monaco (1) | Équipe du Portugal (3) |
| --- | --- | --- | --- |
| - Coupe du Portugal : - Vainqueur : 2007 et 2008. - Supercoupe du Portugal : - Vainqueur : 2007 et 2008. - Liga NOS : - Vice-champion : 2006, 2007, 2008 et 2009. - Coupe de la Ligue : - Finaliste : 2008 et 2009. - Coupe UEFA : - Finaliste : 2005. | - Liga NOS : - Vainqueur : 2011, 2012 et 2013. - Coupe du Portugal : - Vainqueur : 2011. - Supercoupe du Portugal : - Vainqueur : 2010, 2011 et 2012. - Ligue Europa : - Vainqueur : 2011. - Coupe de la Ligue : - Finaliste : 2013. - Supercoupe d'Europe : - Finaliste : 2011. | - Ligue 1 : - Champion : 2017. - Vice-champion : 2014 et 2018. - Coupe de la Ligue : - Finaliste : 2017 et 2018. - Trophée des champions - Finaliste : 2017. | - Championnat d'Europe : - Vainqueur : 2016. - Coupe des confédérations - Troisième : 2017. - Ligue des nations - Vainqueur : 2019. - Championnat d'Europe -17 ans : - Vainqueur : 2003. |